# هوهانس پتروس گاسپاریان
هُوْهانِس پتروس هجدهم "گاسپاریان" (انگلیسی: Հովհաննես Պետրոս ԺԸ Գասպարյան؛ ۲۰ ژانویهٔ ۱۹۲۷ – ۱۶ ژانویهٔ ۲۰۱۱) یک کشیش ارمنی‌تبار اهل مصر که بین سال‌های ۱۹۸۲ تا ۱۹۹۸ میلادی پاتریارک کلیسای کاتولیک ارمنی کیلیکیه و بین سال‌های ۱۹۷۲ تا ۱۹۸۲ میلادی اسقف‌اعظم کلیسای کاتولیک ارمنی بغداد بود.

## زندگی‌نامه
وی در ۲۰ ژانویه ۱۹۲۷ در قاهره به دنیا آمد  وی در ۱۶ ژانویهٔ ۲۰۱۱ در سن ۸۳ سالگی در بیروت درگذشت.